# Carolin Reinert
Carolin (Caro) Reinert (* 1. März 1989 in Hamm) ist eine deutsche Rollhockeyspielerin und -trainerin sowie mehrfache Nationalspielerin in ihrer Sportart. Seit 2022 ist sie Torwarttrainerin für die deutsche Rollhockey-Nationalmannschaft der Frauen.

## Werdegang
Reinert besuchte die Hermann Gmeiner Grundschule in Hamm und anschließend das dortige Gymnasium Hammonense. Danach begann sie eine Ausbildung zur Druckerin mit der Fachrichtung Digitaldruck. Von 2011 bis 2014 absolvierte sie das Bachelor-Studium Communication and Media Management an der Business and Information Technology School (BiTS) in Iserlohn mit einem Auslandssemester an der University of California, Riverside. Im Jahr 2016 ging Reinert als Au-Pair nach Chicago, im Bundesstaat Illinois in den Vereinigten Staaten und begann Ende des Jahres 2016 ihr Berufsleben als Online Marketing Manager.

## Sportliche Laufbahn

### Vereine
Reinert stammt aus einer sportlich orientierten, mit dem Hockey- und Rollhockeysport stark verbundenen Familie. Ihr Großvater Franz Reinert war Feldhockeyspieler und ihr Vater Andreas Reinert war Torwart und Trainer im Rollhockeysport. Ihre Mutter Claudia Reinert nimmt derzeit die Funktion als Jugendfachleiterin im SK Germania Herringen und als Jugendfachwartin im DRIV wahr. Carolins ältere Schwester Lea Reinert war ebenfalls deutsche Rollhockey-Nationalspielerin und ihr jüngerer Bruder Janis Reinert ging dem gleichen Hobby nach.
Mit drei Jahren hat Caro Reinert das Rollschuhlaufen beim SK Germania Herringen erlernt, zunächst Rollkunstlauf betrieben und 1996 mit dem Rollhockeyspielen angefangen. Mit den Jugendmannschaften des Vereins, auf Landesebene gemischte Mannschaften, auf Bundesebene reine Juniorinnenmannschaften, hat sie mehr als zehn Deutsche Meistertitel gewonnen. Als 12-Jährige gehörte sie der Damen Rollhokey-Mannschaft des SK Germania Herringen an, mit der sie 2001 in die 2. Damen-Rollhockey-Bundesliga und schon ein Jahr später in die 1. Damen-Rollhockey-Bundesliga aufstieg. Im Rahmen eines dreimonatigen Schulaustausches nach Spanien im Jahr 2005 spielte sie vorübergehend für den CHP Bigues i Riells.
Im Jahr 2006 gelang Reinert das Double mit der Damenmannschaft des RK Germania Herringen in der Deutschen Meisterschaft und im DRIV-Pokal. Aufgrund der errungenen Deutschen Meisterschaft war ihr Verein 2007 für die erste Durchführung der CERH Women’s European League in Turnierform in Voltrega (Spanien) qualifiziert und gewann auf Anhieb die Bronzemedaille.
Nach 13 Jahren musste im Jahr 2009 die Damenmannschaft aus personellen Gründen aus der Bundesliga abgemeldet werden und Reinert wechselte daraufhin zusammen mit ihrer Schwester Lea zum RSC Cronenberg, mit dem sie in den Jahren 2010 und 2011 jeweils das Double, Deutsche Meisterschaft und Pokalgewinn, gewann und in der Folge wieder am CERH Women’s European League teilnahm. Dabei belegte die Mannschaft im Jahr 2010 den vierten Platz.
Wegen der Studienaufnahme an der Business and Information Technology School (BiTS) in Iserlohn erfolgte 2011 ihr Wechsel zur ERG Iserlohn, mit der Reinert 2012 wieder der Gewinn des Doubles und damit erneut die Teilnahme an der CERH Women’s European League gelang.
Nach ihrem Studienaufenthalt im Ausland schloss Reinert sich bis 2017 zunächst dem RSC Darmstadt als Feldspielerin an. Anschließend stand sie von 2017 bis 2021 bei der IGR Remscheid im Tor und konnte 2020 auch mit dieser Mannschaft den deutschen Meistertitel gewinnen. Anschließend übernahm sie zusammen mit Marcell Wienberg das Traineramt für die Damenmannschaft des IGR Remscheid.

### Nationalmannschaften
Ihre internationale Sportkarriere begann Reinert im Jahr 2003 mit dem Einsatz in der U-19 Damen-Nationalmannschaft, in der sie bis 2007 spielte und in ihrem letzten Jahr auch die Bronzemedaille bei der U-19 Damen-Europameisterschaft im Rollhockey gewann.
Ab 2004 gehörte Reinert bereits als Jugendliche der Damen Rollhockey-Nationalmannschaft an und war bis 2019 Teil der deutschen Damen-Nationalmannschaft im Rollhockey. 2007 wurde sie Europameisterin in Alcorcon (Spanien) und es folgten zwei dritte Plätze bei den Europameisterschaften, 2009 in Saint-Omer (Frankreich) und 2011 in Wuppertal. Bei der Weltmeisterschaft in Nanjing (China) gelang ihr mit dem deutschen Team 2017 der Gewinn der Bronzemedaille. Ihren letzten Auftritt im Nationaltrikot hatte Reinert bei den 2. World Roller Games 2019 in Barcelona.
Seit 2022 steht Caro Reinert dem DRIV als Torwarttrainerin der Damen-Nationalmannschaft zur Verfügung. Zu den Worldskategames in Argentinien begleitet sie die Deutsche Rollhockey Nationalmannschaft der Damen als Trainerin. Im ersten Spiel mit Carolin Reinert als Trainerin gelingt der Sieg 6:2 über Kolumbien.

## Ehrungen
- 2007: Sport-Ehrenmedaille des Landes Nordrhein-Westfalen für den Gewinn der Rollhockey-Europameisterschaft der Frauen in Spanien.
- 2017: Ehrennadel des DRIV für den Gewinn der Bronzemedaille bei den World Roller Games in China.[9]
- 2022: Silberne Ehrennadel des DRIV[10]